# Zeppelina nova
Zeppelina nova är en ringmaskart som beskrevs av Ben-Eliahu 1976. Zeppelina nova ingår i släktet Zeppelina och familjen Ctenodrilidae. Inga underarter finns listade i Catalogue of Life.